# Пайн-Каньйон (Каліфорнія)
Пайн-Каньйон (англ. Pine Canyon) — переписна місцевість (CDP) в США, в окрузі Монтерей штату Каліфорнія. Населення — 1871 особа (2020).

## Географія
Пайн-Каньйон розташований за координатами 36°10′19″ пн. ш. 121°8′35″ зх. д. / 36.17194° пн. ш. 121.14306° зх. д. (36.172037, -121.142946).  За даними Бюро перепису населення США в 2010 році переписна місцевість мала площу 8,64 км², з яких 8,64 км² — суходіл та 0,00 км² — водойми.

## Демографія
Згідно з переписом 2010 року, у переписній місцевості мешкали 1822 особи в 554 домогосподарствах у складі 463 родин. Густота населення становила 211 особа/км².  Було 587 помешкань (68/км²).
Расовий склад населення:
| - 64,4 % — білих - 1,6 % — чорних або афроамериканців - 1,0 % — азіатів - 0,8 % — корінних американців - 26,9 % — осіб інших рас |

До двох чи більше рас належало 5,3 %. Частка іспаномовних становила 54,0 % від усіх жителів.
За віковим діапазоном населення розподілялося таким чином: 30,5 % — особи молодші 18 років, 59,6 % — особи у віці 18—64 років, 9,9 % — особи у віці 65 років та старші. Медіана віку мешканця становила 34,4 року. На 100 осіб жіночої статі у переписній місцевості припадало 104,0 чоловіків;  на 100 жінок у віці від 18 років та старших — 103,0 чоловіків також старших 18 років.
Середній дохід на одне домашнє господарство  становив 95 023 долари США (медіана — 57 424), а середній дохід на одну сім'ю — 100 414 долари (медіана — 62 589). Медіана доходів становила 48 165 доларів для чоловіків та 24 961 долар для жінок. За межею бідності перебувало 9,9 % осіб, у тому числі 18,0 % дітей у віці до 18 років та 0,0 % осіб у віці 65 років та старших.
Цивільне працевлаштоване населення становило 832 особи. Основні галузі зайнятості: публічна адміністрація — 15,9 %, освіта, охорона здоров'я та соціальна допомога — 15,3 %, науковці, спеціалісти, менеджери — 13,1 %, роздрібна торгівля — 11,7 %.